# Площадь Маршала Юзефа Пилсудского (Варшава)
Площадь маршала Юзефа Пилсудского (пол. Plac marsz. Józefa Piłsudskiego) — парадная площадь в центре Варшавы, Польша. Площадь названа в честь маршала Юзефа Пилсудского, который сыграл важную роль в восстановлении польской государственности после Первой мировой войны. В ансамбль площади входит могила Неизвестного солдата, памятник Маршалу Пилсудскому и развалины Саксонского дворца.

## История

### Название площади
Площадь последовательно носила названия Саксонская площадь (по имени Саксонского дворца, находившегося здесь и утраченного в период Второй мировой войны), площадь Пилсудского (в честь маршала Юзефа Пилсудского), площадь Адольфа Гитлера в период оккупации Варшавы Германией в ходе Второй мировой войны, площадь Победы (пол. Plac Zwycięstwa) в честь победы во Второй мировой войне Польши и союзников. Сейчас вновь называется Площадь маршала Юзефа Пилсудского.

### События
Площадь была местом многих исторических событий. Ещё в XIX веке площадь стала местом проведения военных парадов. Здесь же торжественно приветствовали важных официальных гостей Варшавы и Польши.
На этой площади (тогда называвшейся площадь Победы) в 1979 году в ходе своего первого визита в Польшу после избрания в 1978 году на папский престол Папа Римский Иоанн Павел II провел торжественную мессу перед многими и многими тысячами своих соотечественников. Здесь же в апреле 2005 года, поляки скорбели о его смерти.
С 1890-х и по 1920-е годы на площади находился православный Александро-Невский собор. Он был снесен в 1920-е годы после обретения Польшей независимости.